# Definitheit
Definitheit ist ein Begriff aus dem mathematischen Teilgebiet der linearen Algebra. Er beschreibt, welche Vorzeichen reelle quadratische Formen annehmen können, die durch Matrizen oder allgemeiner durch Bilinearformen erzeugt werden.

## Definitheit von Bilinearformen und Sesquilinearformen
Es sei {\displaystyle V} ein Vektorraum über den reellen (oder komplexen) Zahlen.
Eine symmetrische Bilinearform {\displaystyle \langle {\cdot },{\cdot }\rangle \colon V\times V\to \mathbb {R} } (beziehungsweise eine hermitesche Sesquilinearform {\displaystyle \langle {\cdot },{\cdot }\rangle \colon V\times V\to \mathbb {C} }) heißt
| positiv definit,     | falls {\displaystyle \langle v,v\rangle >0}     |
| positiv semidefinit, | falls {\displaystyle \langle v,v\rangle \geq 0} |
| negativ definit,     | falls {\displaystyle \langle v,v\rangle <0}     |
| negativ semidefinit, | falls {\displaystyle \langle v,v\rangle \leq 0} |

jeweils für alle {\displaystyle v\in V}, {\displaystyle v\not =0}, gilt. Man beachte, dass auch im komplexen Fall wegen der geforderten Hermitizität {\displaystyle \langle v,v\rangle } stets reell ist.

Trifft keine dieser Bedingungen zu, heißt die Form indefinit. Genau in diesem Fall nimmt {\displaystyle \langle v,v\rangle } sowohl positive als auch negative Werte an.
Die obigen Bedingungen bedeuten also, dass die zugehörige quadratische Form {\displaystyle Q(v):=\langle v,v\rangle } positiv definit, positiv semidefinit, negativ definit, negativ semidefinit bzw. indefinit ist.
Gelegentlich werden diese Begriffe im reellen Fall auch für beliebige, nicht notwendig symmetrische Bilinearformen eingeführt. (Im komplexen Fall müsste man zusätzlich fordern, dass für alle  {\displaystyle v\in V} der Wert {\displaystyle \langle v,v\rangle } reell ist. Daraus folgt jedoch schon, dass die Sesquilinearform hermitesch ist.)
Eine positiv definite symmetrische Bilinearform (bzw. hermitesche Sesquilinearform) heißt Skalarprodukt. Beispielsweise ist das Standardskalarprodukt auf dem {\displaystyle \mathbb {R} ^{n}} (bzw. {\displaystyle \mathbb {C} ^{n}}) positiv definit.

## Definitheit von Matrizen

### Definitionen
Jede quadratische Matrix beschreibt eine Bilinearform auf {\displaystyle V=\mathbb {R} ^{n}} (bzw. eine Sesquilinearform auf {\displaystyle V=\mathbb {C} ^{n}}). Man nennt eine quadratische Matrix deshalb positiv definit, wenn diese Eigenschaft auf die durch die Matrix definierte Bilinearform bzw. Sesquilinearform zutrifft. Entsprechend definiert man auch die anderen Eigenschaften. Dies bedeutet: Eine beliebige (ggf. symmetrische bzw. hermitesche) {\displaystyle (n\times n)}-Matrix {\displaystyle A} ist
| positiv definit,     | falls {\displaystyle x^{T}Ax>0}     |
| positiv semidefinit, | falls {\displaystyle x^{T}Ax\geq 0} |
| negativ definit,     | falls {\displaystyle x^{T}Ax<0}     |
| negativ semidefinit, | falls {\displaystyle x^{T}Ax\leq 0} |

für alle {\displaystyle n}-zeiligen Spaltenvektoren {\displaystyle x\in V} mit {\displaystyle x\neq 0}, wobei {\displaystyle x^{T}} der Zeilenvektor ist, der aus dem Spaltenvektor {\displaystyle x} durch Transponieren hervorgeht.
Im komplexen Fall muss der Vektor {\displaystyle x} auf der linken Seite zum Zeilenvektor transponiert und zusätzlich komplex-konjugiert werden (hermitesch Adjungiertes, {\displaystyle x^{*}\;={\overline {x}}^{T}} statt lediglich {\displaystyle x^{T}\;}). Damit die Ungleichungen einen Sinn ergeben, muss die linke Seite für jedes mögliche {\displaystyle x} reell sein. Dies ist genau dann der Fall, wenn die Matrix {\displaystyle A} hermitesch ist.
Eine Matrix, die weder positiv noch negativ semidefinit ist, nennt man „indefinit“. Genau dann nimmt {\displaystyle x^{T}Ax\;} (bzw. {\displaystyle x^{*}Ax\;}) sowohl positive als auch negative Werte an.
Manche Autoren verwenden als englisch abuse of notation {\displaystyle A>0}, {\displaystyle A\geq 0} usw. für die Definitheit statt {\displaystyle x^{T}Ax>0}, {\displaystyle x^{T}Ax\geq 0} usw.

### Kriterien für Definitheit

#### Eigenwerte
Eine quadratische symmetrische (bzw. hermitesche) Matrix ist genau dann
| positiv definit,     | wenn alle Eigenwerte größer als null sind;             |
| positiv semidefinit, | wenn alle Eigenwerte größer oder gleich null sind;     |
| negativ definit,     | wenn alle Eigenwerte kleiner als null sind;            |
| negativ semidefinit, | wenn alle Eigenwerte kleiner oder gleich null sind und |
| indefinit,           | wenn positive und negative Eigenwerte existieren.      |

Damit kann jedes Verfahren zur Bestimmung oder Abschätzung von Eigenwerten benutzt werden, um die Definitheit der Matrix zu bestimmen. Eine Möglichkeit sind die Gerschgorin-Kreise, die es erlauben, das Spektrum zumindest abzuschätzen. Dies reicht häufig schon aus, um die Definitheit zu bestimmen. Die Gerschgorin-Kreise geben anhand der Einträge der Matrix Mengen in der komplexen Ebene an, in denen die Eigenwerte enthalten sind, im Falle von symmetrischen Matrizen Intervalle auf der reellen Achse. Damit ist es manchmal einfach möglich, die Definitheit einer Matrix zu bestimmen. Einzelheiten hierzu, insbesondere über die Signatur von symmetrischen Bilinearformen und Matrizen, siehe Trägheitssatz von Sylvester.

#### Hauptminoren
Eine symmetrische bzw. hermitesche Matrix {\displaystyle A} ist genau dann positiv definit, wenn alle führenden Hauptminoren von {\displaystyle A} positiv sind. Aus der Tatsache, dass {\displaystyle A} genau dann negativ definit ist, wenn {\displaystyle -A} positiv definit ist, ergibt sich: {\displaystyle A} ist genau dann negativ definit, wenn die Vorzeichen der führenden Hauptminoren alternieren, das heißt, falls alle ungeraden führenden Hauptminoren negativ und alle geraden positiv sind.
Bemerkungen
- Für Semidefinitheit gibt es kein Kriterium, das nur die führenden Hauptminoren berücksichtigen würde,[1] was schon an der Diagonalmatrix mit Einträgen 0 und −1 zu sehen ist.  Sollen die entsprechenden Aussagen vielmehr auch für den Fall der Semidefinitheit gelten, müssen im Fall positiver Semidefinitheit nun alle, nicht nur die führenden Hauptminoren nichtnegativ, im Fall negativer Semidefinitheit alle ungeraden Hauptminoren nichtpositiv sowie alle geraden Hauptminoren nichtnegativ sein.
- Für nicht-hermitesche Matrizen gilt das Kriterium nicht. Ein Beispiel dafür ist die indefinite Matrix {\displaystyle \left({\begin{smallmatrix}1&-1\\2&-1\end{smallmatrix}}\right)}, deren führende Hauptminoren gleichwohl beide positiv sind.
- Das Kriterium wird oft auch Sylvester-Kriterium genannt. Vereinzelt wird auch die Bezeichnung „Hurwitz-Kriterium“ verwendet, obwohl sich dieses ursprünglich nur auf Hurwitz-Matrizen bezog.

#### Gaußsches Eliminationsverfahren
Eine reelle symmetrische quadratische Matrix {\displaystyle A=(a_{i,k})_{i,k=1}^{n}} ist genau dann positiv definit, wenn das Gaußsche Eliminationsverfahren bei Diagonalstrategie, das heißt ohne Zeilenvertauschungen, mit n positiven Pivotelementen durchgeführt werden kann. Diese Bedingung eignet sich vor allem für Fälle, in denen sowieso das Gauß-Verfahren angewandt werden muss.

#### Cholesky-Zerlegung
Eine symmetrische Matrix {\displaystyle A} ist genau dann positiv definit, wenn es eine Cholesky-Zerlegung {\displaystyle A=GG^{T}} gibt, wobei {\displaystyle G} eine reguläre untere Dreiecksmatrix ist.

#### Diagonaldominante Matrizen
Ist eine Matrix {\displaystyle A} symmetrisch und streng diagonaldominant und sind alle Diagonalelemente von {\displaystyle A} positiv, so ist {\displaystyle A} positiv definit.
Die Umkehrung gilt nicht. Die Matrix
{\displaystyle {\begin{pmatrix}1&2\\2&100\\\end{pmatrix}}}
ist zwar positiv definit, aber nicht streng diagonaldominant.

#### Symmetrischer Anteil bei allgemeinen Matrizen
Eine reelle quadratische Matrix {\displaystyle A}, die nicht notwendig symmetrisch ist, ist genau dann positiv definit, wenn ihr symmetrischer Teil
{\displaystyle A_{S}={\frac {1}{2}}\left(A+A^{T}\right)}
positiv definit ist. Entsprechendes gilt für „negativ definit“ und „positiv“ bzw. „negativ semidefinit“.
Bei komplexen Matrizen A ist die Situation völlig anders.
Man kann für jede komplexe Matrix A den hermiteschen Anteil {\displaystyle A_{H}={\tfrac {1}{2}}\left(A+A^{*}\right)} und den schiefhermiteschen Anteil {\displaystyle A_{SH}={\tfrac {1}{2}}\left(A-A^{*}\right)} betrachten.
Die Matrix {\displaystyle A_{K}={\tfrac {1}{i}}{A_{SH}}} ist dann hermitesch, es gilt {\displaystyle A=A_{H}+iA_{K}} und {\displaystyle A^{*}=A_{H}-iA_{K}}. {\displaystyle A} ist genau dann positiv definit, wenn der schiefhermitesche Anteil {\displaystyle A_{SH}} gleich 0 und der hermitesche Anteil {\displaystyle A_{H}}, der demzufolge mit {\displaystyle A} übereinstimmt, positiv definit ist.

#### Hinreichendes Kriterium für positive Semidefinitheit
Für eine beliebige reelle Matrix {\displaystyle A\in \mathbb {R} ^{m\times n}} sind sowohl die Matrix {\displaystyle A^{T}A\in \mathbb {R} ^{n\times n}} als auch die Matrix {\displaystyle AA^{T}\in \mathbb {R} ^{m\times m}} stets symmetrisch und positiv semidefinit, denn aufgrund der Verschiebungseigenschaft des Standardskalarprodukts gilt für alle {\displaystyle x\in \mathbb {R} ^{n}}
{\displaystyle \langle x,A^{T}Ax\rangle =\langle Ax,Ax\rangle \geq 0}
und für alle {\displaystyle x\in \mathbb {R} ^{m}}
{\displaystyle \langle x,AA^{T}x\rangle =\langle A^{T}x,A^{T}x\rangle \geq 0}.

### Abweichende Bezeichnungen
Matrizen, die hier als positiv semidefinit bezeichnet werden, werden in der Literatur häufig auch als nichtnegativ definit (non-negative definit) bezeichnet. Von diesen Autoren wird eine Matrix {\displaystyle A\in \mathbb {R} ^{n\times n}} dann – abweichend von obiger Definition – als positiv semidefinit bezeichnet, wenn sie positiv semidefinit im Sinn der obigen Definition ist, aber nicht positiv definit ist, wenn also 
{\displaystyle x^{T}Ax\geq 0\quad {\text{für alle }}x\in \mathbb {R} ^{n\times 1}}
und
{\displaystyle x^{T}Ax=0\quad {\text{für mindestens ein }}x\in \mathbb {R} ^{n\times 1},x\neq 0}
gilt. Bei diesen Autoren sind also die positiv definiten Matrizen keine Teilmenge der positiv semidefiniten Matrizen.

## Bedeutung
- Ist die Matrix {\displaystyle A} symmetrisch (hermitesch) und positiv definit, dann wird durch {\displaystyle \langle x,y\rangle =x^{T}Ay} (beziehungsweise {\displaystyle \langle x,y\rangle =x^{*}Ay}) ein Skalarprodukt definiert.
- Die Einschränkung einer positiv definiten Bilinear- bzw. Sesquilinearform auf einen Untervektorraum ist wieder positiv definit, insbesondere also nicht ausgeartet. Diese Tatsache ermöglicht die Zerlegung eines Raumes in einen Untervektorraum und dessen orthogonales Komplement.
- Die Definitheit der Hesse-Matrix spielt bei der Untersuchung von kritischen Stellen einer Funktion {\displaystyle f\colon \mathbb {R} ^{n}\to \mathbb {R} }, also der Extremwertberechnung, eine entscheidende Rolle.
- Die symmetrischen positiv semidefiniten Matrizen bilden im Matrizenraum {\displaystyle \mathbb {R} ^{n\times n}} einen Kegel, den sogenannten positiv semidefiniten Kegel. Dasselbe gilt auch für symmetrische negativ semidefinite Matrizen.
- Eine schwach positiv definite Matrix kann man immer als Multiplikation zweier positiv definiter Matrizen schreiben. Insbesondere ist dann auch jede positiv definite Matrix eine schwach positiv definite Matrix.[13]
- Die Notation {\displaystyle A>B} (resp. {\displaystyle A\geq B}) für zwei Matrizen {\displaystyle A} und {\displaystyle B} wird häufig verwendet, um zu sagen, dass {\displaystyle A-B} positiv definit (resp. semidefinit) ist.